# Marek Podskalský
Marek Podskalský (* 5. května 1965) je český kytarista. V 80. letech pracoval jako údržbář v kulturním domě Barikádníků. V roce 1984 hrál v kapele Železná neděle, v letech 1985 až 1986 působil v české heavy-metalové skupině Arakain, a od roku 1988 do poloviny 90. let v první éře skupiny Merlin s Danem Horynou.
V současnosti[kdy?] hraje v kapele Buffaloes a působí jako učitel hudby.